# Mirko Hrgović
Mirko Hrgović (Sinj, 1979. február 5. –) bosznia-hercegovinai válogatott labdarúgó.

## Nemzeti válogatott
A bosznia-hercegovinai válogatottban 29 mérkőzést játszott, melyeken 3 gólt szerzett.

## Statisztika
| Bosznia-hercegovinai válogatott | Bosznia-hercegovinai válogatott | Bosznia-hercegovinai válogatott |
| Időszak                         | Mérk.                           | gól                             |
| ------------------------------- | ------------------------------- | ------------------------------- |
| 2003                            | 7                               | 0                               |
| 2004                            | 4                               | 0                               |
| 2005                            | 2                               | 0                               |
| 2006                            | 8                               | 2                               |
| 2007                            | 6                               | 1                               |
| 2008                            | 1                               | 0                               |
| 2009                            | 1                               | 0                               |
| Összesen                        | 29                              | 3                               |